# Trojna točka
Trojna točka neke tvari je točka u faznom dijagramu određena temperaturom i tlakom na kojoj tvar istovremeno postoji u tri agregatna stanja (plin, kapljevina i krutina) u međusobnoj termodinamičkoj ravnoteži.

## Primjeri
Mnoge tvari imaju trojne točke. Na primjer živa je u trojnoj točki pri temperaturi od −38,8344 °C i tlaku od 0,2 mPa.

## Tablica trojnih točaka
| Tvar              | T K    | p kPa   |
| ----------------- | ------ | ------- |
| Amonijak          | 195,40 | 6,076   |
| Argon             | 83,81  | 68,9    |
| Arsen             | 1090   | 3628    |
| Butan             | 134,6  | 7× 10−4 |
| Ugljik (grafit)   | 4765   | 10132   |
| Ugljični dioksid  | 216,55 | 517     |
| Ugljični monoksid | 68,10  | 15,37   |
| Voda              | 273,16 | 0,611   |

- Napomena: za usporedbu tipična 1 atmosfera je 101 325 Pa.

## Primjena
Trojna točka vode koristi se za:
- definiranje kelvina, osnovne jedinice SI za termodinamičku temperaturu tako da je njezin iznos utvrđen kao točno 0,01 °C (273,16K, 32,018 °F).
- baždarenje toplomjera